# Nokia N78
Nokia N78 – telefon typu smartphone wprowadzony na rynek w lutym 2008 roku przez firmę Nokia. Należy on do serii urządzeń Nokia N.

## Dane techniczne

### System operacyjny
- Symbian 9.3
- Interfejs użytkownika: Series 60, 3rd Edition, Feature Pack 2

### Procesor
- ARM 11, 369 MHz

### Pamięć
- 70 MB
- 96 MB pamięci RAM
- 256 MB pamięci ROM
- Możliwość zwiększenia pojemności pamięci poprzez włożenie karty microSD

### Wyświetlacz
- Wyświetlacz typu TFT
- 16 mln kolorów
- 240x320 pikseli
- Przekątna: 2,4 cala

### Aparat
- Aparat Carl Zeiss 3.2 Megapiksela
- Autofocus
- Flesz typu LED
- Możliwość nagrywania filmów

### Zasilanie

#### Maks. czas czuwania telefonu
- W sieci 2G - 320 godz.
- W sieci 3G - 320 godz.

#### Maks. czas rozmów
- W sieci 2G - 260 min.
- W sieci 3G - 190 min.
- Podczas połączenia wideo 125 min.

## Transmisja danych
| CSD   | Tak                                          |
| HSCSD | Tak                                          |
| GPRS  | Klasa 11                                     |
| EDGE  | Klasa 32                                     |
| 3G    | Tak                                          |
| HSDPA | Tak, z prędkością 3,6 Mbps                   |
| WLAN  | Tak, w standardzie 802.11b/g (pasmo 2,4 GHz) |

## Funkcje dodatkowe
Dodatkowo telefon wyposażony jest w:
- przeglądarkę HTML
- czytnik RSS
- klienta e-mail używającego protokołów POP3, IMAP, SMTP
- wybieranie głosowe dla numerów i funkcji
- system głośnomówiący
- zegar
- stoper
- minutnik
- moduł GPS oraz AGPS
- dyktafon
- kalkulator
- odtwarzacz muzyki obsługujący formaty: MP3, AAC, AAC+, eAAC+, WMA, WAV, RA, M4A
- odtwarzacz wideo obsługujący formaty: MPEG4, H.263, H.264, RealVideo 7, RealVideo 8, Rea